# 梅澤理恵
梅澤 理恵（うめざわ りえ、1983年9月16日 - ）は、埼玉県出身のお笑い芸人。身長152cm、B78・W56・H80。血液型はA型。
お笑い芸人を志望し、2005年に太田プロダクションのオーディションを受けて合格、タレント候補生として所属となる。その後芸能人女子フットサルチーム『YOTSUYA CLOVERS』にも所属となり、このチームで出会って意気投合し仲良くなった朝倉みず希とお笑いコンビ『四谷ハイボール』を一時期結成していた。このコンビではボケ役を務めていた。
その後はピン芸人として活動、ネタの合間には『はい、どぉ～～ん!』というギャグを挟む芸を披露していた。
YOTSUYA CLOVERSは2006年12月29日のファンイベントをもって退団、同時に太田プロも退社した。